# Campylocentrum colombianum
Campylocentrum colombianum  é uma espécie de orquídea, família Orchidaceae, que existe no Equador e Colômbia. Trata-se de planta epífita, monopodial, com caule alongado, cujas inflorescências brotam do nódulo do caule oposto à base da folha. As flores são brancas, têm sépalas e pétalas livres, e nectário na parte de trás do labelo. Pertence à secção de espécies de Campylocentrum com folhas planas e inflorescências mais curtas que a folha, com nectário alongado.

## Publicação e histórico
- Campylocentrum colombianum Schltr., Repert. Spec. Nov. Regni Veg. Beih. 7: 205 (1920).

Trata-se de planta cuja morfologia vegetativa lembra o Campylocentrum micranthum, porém mais florífera, com flores de segmentos alongados e acuminados e nectário proporcionalmente estreito e longo, na porção intermediária fazendo suave curva descendente de noventa graus. As folhas, de extremidade bilobulada desigual, são comparativamente menos espessas que grande parte das espécies.